# 三角帆海葵属
三角帆海葵属（学名：Korsaranthus）为海葵科的一个属。本属的惟一种为三角帆海葵，仅见于南非从福斯湾到德班的水域。这种海葵以各种八放珊瑚为食。

## 下属物种
本属包括以下物种：
- 三角帆海葵 Korsaranthus natalensis (Carlgren, 1938)，糖果条纹海葵